# جيفري برنارد
جيفري برنارد (بالإنجليزية: Jeffrey Bernard)‏ هو صحفي بريطاني، ولد في 27 مايو 1932 في لندن في المملكة المتحدة، وتوفي بنفس المكان في 4 سبتمبر 1997 بسبب قصور كلوي.